# Wesley Moraes
Wesley Moraes Ferreira da Silva (ur. 26 listopada 1996 w Juiz de Fora) – brazylijski piłkarz występujący na pozycji napastnika w angielskim klubie Stoke City. 
Wcześniej występował między innymi w takich klubach jak: Club Brugge, Aston Villa, Levante UD czy AS Trenčín

## Kariera reprezentacyjna
15 listopada 2019 roku wystąpił w końcówce spotkania w meczu towarzyskim przeciwko reprezentacji Argentyny.